# Paxoí
Paxoí o Paxí (en griego Παξοί, Paxoí)  es un pequeño archipiélago de las Islas Jónicas (Grecia), situado a unos 7 km al sur de Corfú. Está conformado por las islas de Paxós y Antípaxos, así como por una serie de pequeños islotes. El archipiélago constituye un municipio, que administrativamente pertenece a la periferia de Islas Jónicas y la unidad periférica de Corfú. La principal ciudad de Paxoí, y la sede del municipio es Gáios.

## Toponimia
El origen del topónimo es discutido, existiendo numerosas teorías. El geógrafo griego Estrabón defendía que los primeros pobladores de la isla fueron fenicios, y que el topónimo de la isla derivaba del fenicio paks, que significaría «trapezoidal». Otra versión dice que los habitantes de la región de Paxus, en Sicilia, se asentaron en la isla y le dieron el nombre de su patria. Según Athanasios, un sacerdote bizantino de Paramythía, el nombre es una corrupción del griego clásico πλάξ («pizarra») que se extraería de la isla.
El historiador Moustoxidis deriva de πακτός, forma dórica de πηκτός («espeso»). Según Eric Stéfanos en su Tesauro de la lengua griega, proviene del verbo clásico πηγνύω («espesar, coagular»), en concreto de su forma futura πήξω. Se ha derivado también de la expresión πακσώσας θύρας («puertas cerradas»), por el carácter cerrado del puerto de Gáios.

## Geografía física
Paxós tiene una longitud de unos 10 km aproximadamente y en algunos puntos posee una anchura de más de 2 km, conformando un área total de 30,12 km². La costa oriental es tranquila, salpicada de pequeñas calas. El nivel del suelo va subiendo progresivamente hasta llegar a la abrupta costa occidental. La orografía es, con todo, bastante suave, y el punto más alto, Agíos Ísavros (Αγίος Ίσαυρος) se sitúa a sólo 248 m s. n. m.
La capital y principal localidad es Gáios, situada al sureste de la isla. Posee un puerto natural protegido por los islotes de Agíos Nikolaos (Αγίος Νικολάος) y Panagiá (Παναγιά). En el extremo sur se encuentra Ozías, cerca de la cual se hallan los restos de la iglesia paleocristiana de Santa Marina y de la iglesia bizantina de San Esteban. Junto al puerto, al lado del islote de Mongonisi, destacan las formaciones rocosas labradas por el viento. En el extremo septentrional se halla Lakka, construida en una bahía cerrada, cerca de la cual se encuentra la gruta marina de Ipapandís, refugio de focas marinas.
La costa nororiental está repleta de olivos y pinos. A medio camino entre Lakka y Gáios se sitúa Longós, una típica población del mar Jónico que posee una antigua almazara. Cerca de Longós, pero casi en la costa occidental se encuentra Magaziá, una población de formación dispersa compuesta por casas de arquitectura tradicional.

## Historia
Aunque las islas han estado habitadas probablemente desde época prehistórica, según Estrabón sus primeros habitantes fueron fenicios, que la denominaron «[isla] trapezoidal» (en fenicio paks). Según la mitología griega, Poseidón separó Paxós de la isla de Corfú con su tridente a fin de crear un lugar tranquilo donde disfrutar de su esposa Anfítrite.
En el año 432 a. C. tuvo lugar ante las costas de Paxoí la batalla naval entre Corinto y Córcira, una de las mayores de la historia de Grecia. El año 229 a. C. los corfiotas se enfrentan a los ilirios, que vencen y toman Corfú y Paxoí. Este hecho provocó la primera intervención directa de Roma en asuntos griegos. Los romanos conquistaron las islas hacia el siglo II a. C. Fueron presa constante de piratas tanto bajo control bizantino como cruzado. A la vez que la vecina Corfú, Paxoí pasaron a control Veneciano hacia el siglo XIV. En 1423 se construyeron las fortalezas de San Nicolás (en Gáios) y de Lakka. La de San Nicolás se reconstruyó en 1510 según planos de Leonardo da Vinci. Cerca de Paxoí se desarrolló también una batalla naval entre los imperio otomano y las fuerzas aliadas de españoles, venecianos y el papado en 1537. Habiendo salido victoriosa la alianza cristiana, Jeireddín Barbarroja quiso vengar la suerte otomana y, tras varias incursiones en Corfú, arrasó y saqueó Paxós, que se convirtió en base operativa de Turgut Reis. Un nuevo saqueo otomano en 1571 favoreció el ya iniciado despoblamiento de las islas, muchos de cuyos habitantes se instalaron en el archipiélago de Diapontia.
Durante las Guerras napoleónicas, las Islas Jónicas cayeron bajo control francés y de la alianza ruso-otomana. El 13 de febrero de 1814, Paxós se rindió a la fragata inglesa HMS Apollo y 160 soldados del 2º batallón griego de infantería ligera de Cefalonia y del 35º regimiento inglés de tropas de asalto corsas.
Entre 1815 y 1864 se estableció el protectorado británico de los Estados Unidos de las Islas Jónicas. Con el resto de las islas jónicas pasaron a Grecia en 1864 por el  Tratado de Londres.

## Demografía
Aproximadamente la mitad de los 2438 habitantes del archipiélago habitan en Gáios, la localidad principal, situada al sudoeste. El resto de la población se halla diseminada por las pequeñas aldeas de Paxós y Antípaxos.

## Política
El archipiélago constituye un municipio, perteneciente a la unidad periférica de Corfú. Se divide, además, en las unidades municipales (δημοτικές ενότητες) de Gáios (que incluye Antípaxos), Lakka, Longós y Magaziá.

## Economía
La economía de Paxos está basada principalmente en el turismo. La agricultura, especialmente del olivo y la vid, así como la pesca, siguen siendo actividades importantes. Existe también un buen número de almazaras y bodegas, destacando el aceite de oliva de Paxós y el vino de Antípaxos.

## Cultura

### Fiestas
- Fiesta de la Virgen: se celebra el 15 de mayo en el islote de Panagiá, frente a Gáios.[2]
- Festival de música clásica de Paxoí:[2] tiene lugar del 2 al 13 de septiembre en Longós.[4]